# Liste der Monuments historiques in Les Touches-de-Périgny
Die Liste der Monuments historiques in Les Touches-de-Périgny führt die Monuments historiques in der französischen Gemeinde Les Touches-de-Périgny auf.

## Liste der Objekte
| Bezeichnung | Beschreibung                    | Standort                                        | Kennzeichnung | Schutzstatus | Datum | Bild |
| ----------- | ------------------------------- | ----------------------------------------------- | ------------- | ------------ | ----- | ---- |
| Taufbecken  | Stein, 18. oder 19. Jahrhundert | in der Kirche Notre-Dame-de-l’Assomption (Lage) | PM17001364    | Inscrit      | 1983  |      |